# 함양 안국사 목조아미타여래좌상
함양 안국사 목조아미타여래좌상(咸陽 安國寺 木造阿彌陀如來坐像)은 대한민국 경상남도 함양군 마천면 가흥리, 안국사에 있는 조선시대의 불상이다. 2006년 7월 20일 경상남도의 유형문화재 제444호로 지정되었다.

## 개요
이 불상은 안국사 극락전 중앙 불단 위에 삼존불로 봉안되어 있는데 그중 주존불이다. 2004년에 개금불사를 시행하여 전반적으로 보존상태는 양호한 편이다. 불상 바닥에 마련된 복장공은 가로 17cm, 세로 9cm의 작은 크기로 현재는 한지로 발라두었다. 개금당시 복장공을 개봉하였으나 이미 도난당해 복장 내에 유물은 하나도 남아 있지 않았다고 한다.
함양 안국사 목조아미타여래좌상은 등을 세우고 머리를 약간 앞으로 숙인 자세로 결가부좌하였다. 수인은 아미타인으로 양손을 무릎 위에서 살짝 들어 오른손은 손등을 위로 하고, 왼손은 손바닥을 위로 하여 엄지와 중지를 맞댄 하품중생을 결하였다.
신체에 비해 얼굴이 큰 편으로, 어깨는 넓고 당당하며, 전체높이 100.5cm에 무릎 폭이 67cm로 신체가 균형 있고 안정감 있다.
나발이 표현된 머리와 육계는 높은 편으로 그 경계가 불분명하며, 육계 아래에는 중간계주가 표현되고 정수리에는 원통형 정상계주가 있는 조선후기 불상의 일반적 특징을 보여준다. 방형에 가까운 얼굴은 턱을 둥글게 깎고 뺨도 통통한 편이다. 이마에서 눈썹까지 굴곡 없이 완만하게 조각되었으며, 수평으로 그은 눈은 길지 않다. 이마로부터 곧게 뻗은 코는 코끝이 둥글고, 양측 콧방울 음각선은 ‘ㄷ‘형으로 비교적 깊게 표현하였다. 넓은 인중선은 완만하게 조각되었으며 미소가 표현된 얼굴에는 전체적으로 부드러우면서 자비로운 인상을 갖게 한다.
법의는 변형통견식으로, 오른쪽 어깨에 편삼을 걸치고 그 위에 대의를 입었는데 대의는 오른쪽 어깨를 살짝 걸쳐 내리고 그 자락은 배 앞으로 돌려 왼쪽어깨 뒤로 길게 늘어뜨렸다. 특히 오른쪽 어깨 대의 주름은 하나만 깃처럼 따로 된 듯 강조된 점은 특징적이다. 대의 아래 입은 오른쪽 어깨 편삼은 직선으로 내려와 대의 속으로 집어넣어 정리하였는데, 배 앞으로 늘어진 반원형의 편삼과 대의 자락은 서로 대칭을 이루듯 늘어져 형식화됨은 17세기 후반 이후로 자주 표현되는 특징이다. 가슴 아래 수평으로 입은 승각기는 띠로 묶고 승각기 자락을 길게 내어 접었는데, 그 모양이 굵은 띠처럼 도드라지게 표현되어 조선후기 불상에서 흔히 나타나는 연잎모양이나 대각선으로 접는 표현방식과는 차이가 있다. 결가부좌한 양다리를 덮은 군의자락은 가운데 안쪽 한 주름을 가장 넓게 펼쳐지게 하였으며 나머지는 균등하게 서너 개의 주름으로 나누어 물결이 일렁이듯 접혀있다. 또한 왼쪽 무릎을 덮은 넓은 소매 자락은 무릎 아래로 늘어져 있는데 대칭을 이루던 주름모양이 한쪽 단 끝을 ‘S'자형으로 변화를 주었다.
이 불상은 조성기가 망실되어 조성연대를 정확히 알 수 없지만, 안정감을 보이는 조형감이라든지 부드러움과 자비스러움을 느끼게 하는 얼굴의 표현 등은 조각가의 역량이 뛰어남을 보여주는 귀중한 자료이다.

## 같이 보기
- 안국사

## 참고 자료
- 함양안국사목조아미타여래좌상 - 국가유산청 국가유산포털